# タカアンドトシ
タカアンドトシは、吉本興業所属のお笑いコンビ。略称は「タカトシ」。1994年5月結成。『M-1グランプリ2004』ファイナリスト、『爆笑オンエアバトル』第7・8代チャンピオン。

## メンバー
タカ（1976年4月3日 - ）（49歳）
ボケ担当、立ち位置は向かって左。

トシ（1976年7月17日 - ）（49歳）
ツッコミ担当、立ち位置は向かって右。

## 経歴
- 1990年 - 札幌市立西岡北中学校にて2年時にコンビ結成、学園祭で漫才を披露する。当時のネタは「今何時?」「ゴジラ!」などだった。
- 1992年 - タカは北海高等学校、トシは北海道札幌南陵高等学校とそれぞれ別々の高校へ進学。
- 1994年5月 - 高校3年時、吉本興業札幌事務所主催のオーディション番組『トミーズのよしもとのもと』を受けるも落選。ネタは「レスキュー隊隊員」、太平サブローなどが審査員を務めた。同時期に、札幌吉本主催の素人勝ち抜き型お笑いライブ「吉本特選 空飛ぶイクラ SPECIAL」にも参加（このライブにまさまさきのりは初舞台として参加していた）。
- 1994年12月 - 12月24日放送分で、オーディションに合格。同収録にてアップダウン（当時高校2年）も合格していた。
- 1995年4月 - 高校卒業後、吉本興業札幌事務所に入りプロとして活動を始め、札幌吉本の1期生となる。芸歴はNSCにて大阪校13期出身の次長課長らとほぼ同期にあたるがトシは「4日後輩」と謙遜しており、基本的に13期出身には敬語を使っている。同時期に笑ハンティングらと共に、地方ローカル深夜番組にてコントなど披露した他、その年の『オールザッツ漫才』にも札幌吉本の代表として出場した。当時は3分の予定だったネタを、時間の都合で急遽1分に縮めざるを得なかったため構成そのものがグダグダになってしまい、西川のりおから「お前らもう辞めろ」とこき下ろされる羽目に遭った。
- 1998年 - 吉本所属の若手コンビ4組からなるお笑いユニット・newsに後輩のアップダウンが抜擢され、東京進出を先に越される。これは「初めての挫折」と度々言及するほどショックだったという[3]。
- 2001年6月 - 占い師に画数が悪いと指摘され、コンビ名を「タカ&トシ」から「&」をカタカナ表記に変えた現在のものに改名。
- 2002年4月 - 活動の拠点を札幌から東京へ移す。
- 2004年 - 『M-1グランプリ2004』において、ラストイヤーで決勝戦進出を果たす。最終結果は4位。
- 2005年 - 『爆笑オンエアバトル』第7回チャンピオン大会で優勝を成し遂げる。当時より『笑いの金メダル』などでトシによる「○○か!」のツッコミが世間に知れ渡り、テレビ出演も増え始める。
- 2006年 - 爆笑オンエアバトルのチャンピオン大会で連覇を達成。東京進出後の初冠番組であるラジオ番組『火曜JUNK2 タカアンドトシのケチャケチャラジオ』が放送開始（TBSラジオより全国ネット放送）。
- 2007年 - 『史上空前!! 笑いの祭典 ザ・ドリームマッチ』（TBS）にてトシが先輩の松本人志（ダウンタウン）と即興コンビを組み演じた漫才が絶賛され[4]、ゴールデン番組へのオファーが急増。『サッカーアース』（日本テレビ）でキー局にて初MCを務める。また、テレビにおける初の冠番組『タカアンドトシの音楽魂か!』（東海テレビ、4月 - 9月）、『タカアンドトシのどぉーだ!』（北海道文化放送、4月 - 2009年3月）が放送開始。この頃が全国的な大ブレイク期とされている。
- 2010年 - MC番組『もしものシミュレーションバラエティ お試しかっ!』がゴールデンタイムに進出（2015年終了）。
- 2016年 - 北海道観光大使に就任[5]。
- 2019年 - 北海道の民放5局とNHK札幌放送局による共同キャンペーン『One Hokkaido Project』のキャンペーンソングに参加[6]。また、同キャンペーンの特別番組『みんなで道フェス!2019～どさんこの夢 応援するべさ～』のMCとして大泉洋と共に出演[7]。

## 芸風
- デビュー当初は正統派のしゃべくり漫才を演じていたが、2004年頃からタカのボケに対してトシが連続で「欧米か!」などとツッコみながらタカの頭を叩くパターンを生み出し（通称「○○か!漫才」）、定着する。ネタ作りにおいてベースはタカが担っているが、そもそも台本にてツッコむ部分は細かく作らずその辺のみトシが手直ししていた。その場合にタカの書いた台本のツッコミが全て「○○か!」と書かれており、トシが舞台で試してみたところ先輩などから高評価を受け、その中でも「欧米か!」とツッコむネタがヒットしてメディア出演が増えた[8]。元々はネタ時間の短い『M-1グランプリ』対策として考案されていた。
- 中盤から終盤までは捩ったツッコミボケをやる（「うっかり…」を受けて「八兵衛か!」など）。このパターンでのネタを作る際は、ツッコミのフレーズ（「○○か!」の○○の部分）を先に作ってからそれに合ったボケを後付けする形をとっている[9]。
- また、タカが逆にトシの頭を叩いて「○○か!」とツッコむくだりもあり、その際はタカがボケた後に自らトシにツッコんだりトシのツッコミに被せる形でツッコむなどのパターンがある。

## 概説
- 東京進出後も地元の北海道を大事にしており、2007年開始の『タカアンドトシのどぉーだ!』以降、北海道ローカル番組のレギュラーを切れ目なく持ち続けている。道内各市町村を他の吉本芸人と共に周るライブ「タカトシ寄席」を主宰していたほか、吉本所属に限らず北海道出身芸人で全国各地を回る「道産子お笑いフェス」を企画している[10][11]。2人とも北海道に本拠地を置くプロ野球・北海道日本ハムファイターズ、Jリーグ・北海道コンサドーレ札幌のファン。
- タカはとんねるずが芸人を目指すきっかけとなっているが、「とんねるず」がコンビ名に「ん」が付いているため「自分たちも『ん』が付くコンビ名にしたい」と思い、「タカア“ン”ドトシ（当初は『タカ&トシ』）」をコンビ名に命名した[12]。そしてデビュー当初は、「カタカナの2人組」かつ「名前の間に&（アンド）がつく」ことからテツandトモと混同されることが多かった。地方では未だに間違われるのをトーク番組などでネタにすることがある。逆にテツトモはタカトシに間違えられるのをネタにすることもある。初期のオンバトでは鈴木崇大・三浦敏和と本名で併記されることもあったが、後にタカ・トシ名義に一本化されている。
- 2人の出会いは、中学2年時にトシが西岡北中学に転校してきたのがきっかけ。タカがトシを相方に選んだ理由は「トシが『面白い』と思うところが、自分と一緒だったから」。また、タカが学園祭で一緒に漫才をやる予定だった友人がネタ合わせをサボるなど不真面目で、保健だよりを立ったまま熟読するトシの真面目さに惹かれたからとも語っている[13]。学生時代はタカの実家の和室でタカの両親にネタを披露したり[14]、ビデオに撮影して2人だけで視聴したりしていた。
- タカのホラ話もネタになってきている。島田紳助からロシア人っぽいとイジられて実父がロシア人と答えたこと、高倉健が友人、昔は『めちゃ×2イケてるッ!』にエキストラとして出演していた、幼少期に父と漁に出て海に落ち死にかけたことなどはいずれも嘘である。その嘘はいずれも具体性があり実際にあったかのようなもので、トシがツッコむまでは真に受ける共演者もいる[15]。
- 同級生からの縁でコンビ愛は深く、『クイズプレゼンバラエティー Qさま!!』での解散ドッキリの中でトシが「休業したい」と宣言した際も、タカは涙ながらに「俺はお前とじゃないとできないから」と説得していた。トシは同番組の最後で「（タカが自分とじゃないと漫才はできないと言ってくれたことに）感動した」と話している[16]。
- 先輩として河本準一（次長課長）を慕っているが、実際はほぼ同期（年齢は河本が1つ上）。だが同じく同期のスピードワゴンや、フットボールアワーにはタメ口で話す。長州小力に至っては初対面から後輩扱いして以来、本当は先輩と判明した後も「今さら変えられない」という理由で後輩扱いのままで、ガレッジセールは初対面から先輩扱いして以来、ほぼ同期と判明した後も小力と同じ理由で先輩扱いのまま。そして、後輩にあたる富澤たけし（サンドウィッチマン）には、何故か『富澤さん』とさん付けするが、相方の伊達みきおには『伊達ちゃん』とちゃん付けする[17]。ただし年齢はサンドの方が上（タカトシは76年でサンドは74年生まれ）。
- 東京進出して間もなかった頃、当時タカが細身・金髪・髭と近寄りがたい出で立ちだったのもあり、爆笑オンエアバトル収録中の楽屋に馴染めず肩身の狭い思いをしていたが、そんな中でもホーム・チームが親しくしてくれた数少ないコンビであったことを度々テレビで公言している。その縁から与座よしあきの生誕40周年ライブにコンビで携わるなど、現在も交流が続いている[18]。
- 吉本所属の芸人では珍しく、「バラ売り」をせず常に2人で出演するコンビとして知られ、『全力!脱力タイムズ』など基本的にピンで出演する番組でもコンビで出演している。これはタカが極度の人見知りであるためと言われているが[19]、『ナカイの窓』などをはじめとした一部の番組にはトシがピンで出演をすることがある。他にも浜田雅功（ダウンタウン）がMCを務め、朝日放送テレビ（ABCテレビ）・テレビ朝日系で放送されていた『そんなコト考えた事なかったクイズ!トリニクって何の肉!?』には当初はトシのみ出演していたが、放送を見たタカの母親が「なんでミウラ（※トシの名字）ひとりで出てんの!? うちの息子が誘って、こいつ入ったくせに｡なんでひとりで出てんの!? おかしいじゃん、あんたなんで出ないの!? ミウラひとりで出て」とタカに連絡してきたのがきっかけで『トリニクって何の肉!?』にもコンビで出演するようになった[20]。
- 出囃子はThe Valves（英語版）の『For adolfs only』。

## 爆笑オンエアバトル
- かつてNHK総合テレビで放送されていたネタ番組『爆笑オンエアバトル』には2001年から2006年まで出場、様々な功績（後述）を残してきた[21]。数多くの人気芸人を輩出してきた番組であるが、その中でも代表するコンビとして挙げられ、卒業後も特番で司会を務めたりするなど番組に大きく貢献した（後述）。
- 初出場及び初オンエアは2001年6月23日放送回。2人の地元である札幌収録であり、「地元枠」での出演だった。469KBという高得点だったが、比較的球の入りやすい地方収録だった影響もありアンタッチャブルと同率の4位であった。因みにこの収録には当時まだ高校生であったトム・ブラウンの布川ひろき（タカトシと同じく北海道出身）が一般審査員として参加しており、タカアンドトシへボールを入れていた事が後に明らかとなっている。このため、タカトシの2人は2019年に行われたインタビューで布川へ感謝の弁を述べている[22]。
- その後は満を持して東京収録にも参加、この頃から勝ち星を重ねていく。しかし2001年9月8日放送回から2002年4月20日放送回まで4連勝を達成するも、全ての回が300KB台でギリギリの5位通過という珍記録を残している。このように2001～2002年までは連勝はするものの、KB数は思うように伸びず3位～5位で終わってしまうことが多かった。このような状況から当時2人はネタ披露後のフリートーク内で「オンエアバトル史上最も地味な連勝記録」と呼ばれていると自虐混じりに語った事もある。このため2001・2002年度はチャンピオン大会の出場条件である年間4勝を達成しているが、いずれもKB数が足らず出場を逃していた。
- 2003年度から成績が安定していき、この頃から徐々に高得点を叩き出していく。2003年10月17日放送回では初のオーバー500となる529KBを記録（自己最高KB）、初のトップ通過も果たした（なお、この回から2005年10月15日放送回まで6戦連続トップ通過という番組タイ記録を樹立[注 1]）。勢いに乗り同年度のチャンピオン大会にも出場を果たすが、初出場ということもあってかファイナル11組中10位（578KB）に終わってしまう（タカは「力が入りすぎて、本番空回りしてしまった」と述懐している）。
- 2004年度は3戦連続オーバー500[注 2]及び3戦連続トップ通過、更に史上初の年間ランキング1位[注 3]を記録するなど2人にとってまさしく飛躍の年となった。同年のチャンピオン大会では、セミファイナルで当時の大会最高KBとなる1034KB[注 4]を叩き出しトップ通過を果たすと、ファイナルでは986KB[注 5]を獲得して第7代チャンピオンに輝いた。
  - ちなみにこの年は通常回・年間ランキング・セミファイナル・ファイナルの全てにおいて1位を記録しているが、これは番組内でタカアンドトシしか成し遂げていない唯一の記録となっている。また、年間ランキング1位の王者もハリガネロック以来2組目の快挙となっている。
  - 更にこの年は出場した全ての通常回においてオーバー500を記録した他、上記の通りセミファイナルでは史上初のオーバー1000も記録しているが、これでファイナルにおいてもオーバー1000を記録していれば、番組内で史上初となる1年を通してオーバー500とオーバー1000のみしか記録したことのないコンビとなっていた[注 6]。
- 2005年度の第8回チャンピオン大会ではシードでファイナルに出場。後にチャンピオンとなるNON STYLE、トータルテンボスなどといった強豪が揃う中、946KBを獲得して第8代チャンピオンとなり、ルート33以来の2連覇を達成。なお、この年のファイナルで900KB台を記録したのはタカアンドトシのみであった[注 7]。
- 2006年11月3日放送回にて、それまでますだおかだが保持していた番組記録の17連勝（全勝）を塗り替える18連勝（全勝）を達成し、当時の番組新記録を樹立した[注 8]。更に同回では6戦連続オーバー500という番組新記録も達成しており、これは番組終了まで一度も破られていない。
- 2006年度の第9回チャンピオン大会に再びシードでファイナルに出場。番組史上初の3連覇を狙うも、ネタ順がトップバッターだったことも災いしたのか[注 9]、958KB[注 10]という高得点ながらも3位[注 11]に終わり、第9代チャンピオンの座はNON STYLEに明け渡すこととなった。敗退が決定後、タカは相当悔しがっていたようで最後の全員で行う「あなたたちです!」の時まで、終始俯き涙しながら落ち込んでいた。
- 上記のように様々な番組記録を残し、2000年代半ばの同番組を支えたコンビとして番組に大きく貢献した。また、ゴールドバトラーとプラチナバトラーの両方を獲得している4組のうちの1組である。
- 出場者としては第9回チャンピオン大会ファイナルを以て卒業したが、以降も特番である「オンエアバトルDX」に司会として2回出演するなど卒業後も貢献していた。2014年3月15日に放送された「オンバト最終章 チャンピオン大会直前 15年間ありがとうスペシャル」では、数多くの芸人を代表して司会に抜擢された。更に同年3月22日放送の「オンバト+ 第4回チャンピオン大会」でも司会を務めた。
- 2014年3月6日に行われた「オンバト最終章」の記者取材会にて、タカは「無名のときに札幌大会で初めて出させていただき、ギリギリ5位で通過してオンエアされた。オンバトがなかったら東京に出るきっかけもなかった」と語り、トシも「我々はオンバトなくして今ここにいない、というくらいお世話になった番組。最後にMCを手伝わせていただくのは感慨深くてありがたい」と語るなど、各々番組に対して感謝の弁を述べていた[23]。
- 2019年3月23日深夜に放送された特番「爆笑オンエアバトル20年SPECIAL ～平成最後の年に一夜限りの大復活!～」においても番組OBを代表して司会を担当した[24]。なお、同回においてはごく一部[注 12]を除いてタカトシ以外の吉本所属の芸人（番組OB）が全く出演していない形となった[注 13]。

## 賞レース成績・受賞歴など

### 爆笑オンエアバトル チャンピオン大会
| 回（年）        | 結果           | 備考                            |
| --------------- | -------------- | ------------------------------- |
| 第6回（2004年） | ファイナル10位 | セミファイナルBブロック 4位通過 |
| 第7回（2005年） | チャンピオン   | セミファイナルAブロック 1位通過 |
| 第8回（2006年） | チャンピオン   | シード                          |
| 第9回（2006年） | ファイナル3位  | シード                          |

### M-1グランプリ
| 年     | 結果       | エントリーNo. | 決勝戦キャッチコピー | 備考                                                      |
| ------ | ---------- | ------------- | -------------------- | --------------------------------------------------------- |
| 2001年 | 準決勝敗退 | 513           |                      | 当時は敗者復活戦なし 札幌予選を経ての準決勝進出は史上唯一 |
| 2002年 | 準決勝敗退 | 1745          |                      |                                                           |
| 2003年 | 準決勝敗退 | 1884          |                      |                                                           |
| 2004年 | 決勝4位    | 2584          | 直球勝負             | ラストイヤー                                              |

### その他
- 1997年 テレビ静岡主催 全国吉本若手漫才 優勝
- 2008年 ゴールデン・アロー賞 バラエティー部門 放送賞
- 2008年 ビートたけしのエンターテインメント賞 日本芸能大賞
- 2010年 S-1バトル（2009年度） 月間チャンピオン（1月）

## 出演

### テレビ

#### レギュラー番組
現在の出演番組 
- タカトシ&温水が行く小さな旅シリーズ（フジテレビ、2008年3月2日 - ）MC
- 帰れマンデー見っけ隊!!（テレビ朝日、2016年10月2日 - ）MC [28]
- 今夜はナゾトレ（フジテレビ、2016年11月8日 - ）[29]
- ジンギス談!（北海道放送、2017年4月18日 - ）MC
- 発見!タカトシランド（北海道文化放送、2017年5月5日 - ）MC
- 有吉ぃぃeeeee!そうだ!今からお前んチでゲームしない?（テレビ東京、2018年10月28日 - ）
- タカトシの新ゴルフやろうぜ!→タカトシ&ライオンの!新ゴルフやろうぜ!（BSよしもと、2023年10月7日 - ）
- おとなりさんはなやんでる。（NHKEテレ、2024年4月25日 - ）[30]

過去の出演番組
- 笑わしたるねん（北海道テレビ）[31]
- ひるパラくらぶ思うツボ!（北海道テレビ、1996年3月 - 1997年3月）[31]
- 激突!ニシン商店街（北海道文化放送、2001年4月 - 2001年9月頃）
- どさんこワイド（札幌テレビ、 - 2002年頃）
- お元気ですか日本列島 （NHK総合、2003年9月29日 - 2005年4月1日） - 「ハツラツ道場」リポーター
- ワイ!ワイ!ワイ!（ヨシモトファンダンゴTV、2003年10月 - 2004年9月）MC
- 笑いの金メダル（朝日放送、2004年4月16日 - 2007年6月24日）
- F2-X（フジテレビ、2004年10月 - 2005年4月）
- Click!（日本テレビ、2005年4月 - 9月）
- F2スマイル（フジテレビ、2005年4月 - 9月）
- ラジかる!! → ラジかるッ（日本テレビ、2005年10月 - 2009年3月）
- クイズ!ヘキサゴンII（フジテレビ、2006年2月 - 2007年5月）
- ザ・ワイド（日本テレビ、2006年4月 - 2007年9月）
- ぷっちぬき（テレビ東京、2006年4月3日 - 2007年3月28日）
- ぷれミーヤ!（テレビ朝日、2006年4月8日 - 2008年9月27日）
- 快感MAP（テレビ朝日、2006年10月2日 - 2008年3月31日）
- いきなり!黄金伝説。（テレビ朝日、2007年1月18日 - 2016年9月22日）
- タカアンドトシの音楽魂か!（東海テレビ、2007年4月 - 9月）MC
- タカアンドトシのどぉーだ!（北海道文化放送、2007年4月7日 - 2009年3月28日）MC
- タカトシ牧場（北海道文化放送、2009年4月26日 - 2017年3月27日）MC
- ペケ×ポン（フジテレビ、2007年4月10日 - 2016年2月23日）MC
- 月刊サッカーアース（日本テレビ、2007年4月 - 2012年7月）MC
- タカトシの空飛ぶチェリーパイ（テレビ東京、2007年7月24日 - 2009年3月31日）MC
- 森田一義アワー 笑っていいとも!（フジテレビ、2007年10月 - 2014年3月）
- 笑っていいとも!増刊号（フジテレビ、2007年10月 - 2014年3月）
- びっくり法律旅行社（NHK総合、2007年10月5日 - 2009年3月12日）
- ハリコミらいおん!!（日本テレビ、2007年10月6日 - 12月22日）MC
- 大胆MAP（テレビ朝日、2008年1月20日 - 2009年2月22日）MC
- もしものシミュレーションバラエティー お試しかっ! （テレビ朝日、2008年4月14日 - 2015年1月26日）MC
- 少年タカトシ（BSジャパン、2009年1月10日 - 9月26日）MC
- おもいッきりDON! 1025（日本テレビ、2009年4月 - 9月）
- SUPER SURPRISE（日本テレビ、2009年4月 - 2010年1月）MC
- フットンダ（中京テレビ、2009年4月1日 - 2014年3月25日）MC
- 地元応援バラエティ このへん!!トラベラー（北海道テレビ、2009年5月12日 - 2012年9月24日）MC
- となりのマエストロ（毎日放送、2009年10月18日 - 2010年9月19日）
- 1億3千万人のエピソードバラエティ コレってアリですか?（日本テレビ、2010年4月3日 - 2011年9月13日）MC
- ほこ×たて（フジテレビ、2011年1月17日 - 2013年10月20日）MC
- 仰天クイズ! 珍ルールSHOW（テレビ東京、2011年4月26日 - 2012年9月4日）MC
- タカトシの時間ですよ!（TBS、2012年4月11日 - 9月26日）MC
- 奥の深道〜同類くんの旅〜（フジテレビ、2012年4月13日 - 8月24日）MC
- タカトシの恋愛バラエティ ラブカ Loveca〜恋が生まれる運命のカード〜（日本テレビ、2013年1月8日 - 2月26日）MC
- ミュージックドラゴン（日本テレビ、2013年4月5日 - 2015年3月27日）MC
- ポケモンゲット☆TV（テレビ東京、2013年10月6日 - 2015年9月27日）MC
- タカトシの涙が止まらナイト（テレビ東京、2014年1月6日 - 3月31日）MC
- 日本語探Qバラエティ クイズ!それマジ!?ニッポン（フジテレビ、2014年2月2日 - 2015年8月16日）MC
- まさかのタメ年トークバラエティー!ビックラコイタ箱（中京テレビ、2014年4月1日 - 2016年9月27日）MC
- 感涙!よみがえりマイスター（NHK BSプレミアム、2014年4月2日 - 9月10日）MC
- WADAIの王国（TBS、2014年7月24日 - 2015年3月26日）MC
- タカアンドトシの道路バラエティ!? バスドラ（テレビ朝日、2015年3月31日 - 9月29日）MC
- 世にも不思議なランキング なんで?なんで?なんで?（TBS、2015年4月20日 - 12月7日）MC
- 聞きにくい事を聞く（テレビ朝日、2015年10月7日 - 2016年9月28日）MC
- 人気者から学べ そこホメ!?（フジテレビ、2016年4月26日 - 8月30日）[32]
- タカトシ牧場（北海道文化放送、2009年4月26日 - 2017年3月25日）MC
- 母ちゃんに逢いたい!（テレビ東京、2017年1月29日（SP）、2017年4月2日 - 2018年3月31日）MC
- 採用!フリップNEWS（中京テレビ・日本テレビ、2016年10月4日 - 2018年9月25日）MC [33]
- この人に逢わせて喜ばせたい!逢喜利（中京テレビ、2018年10月2日 - 2019年3月26日）MC
- 天才!志村どうぶつ園（日本テレビ、2007年9月29日 -2020年9月26日）
- 吉本坂46が売れるまでの全記録シーズン2（テレビ東京、2019年4月3日 - 2020年9月30日）MC
- 裸の少年（テレビ朝日、2019年11月16日 - 2023年11月4日）

#### 特別番組
＊MCもしくはメインキャスト
現在
- 日本で一番早いお笑いバトル!フットンダ王決定戦（中京テレビ、2012年 - （毎年1月1日））MC
- タカアンドトシの今夜、宿ナシ二人旅（北海道文化放送、2014年7月13日 - ）MC
- 逮捕の瞬間!警察24時（フジテレビ、2019年11月17日 - ）MC
- タカトシのイチ押しかっ!（TBS、2020年3月1日・7月11日・11月1日・2021年5月9日・2022年4月30日・2023年7月2日・2024年3月16日・2025年3月23日）MC

過去
- FNS5000番組10万人総出演 がんばった大賞（フジテレビ、2007年 - 2009年）コーナーMC
- 笑っていいとも!特大号（フジテレビ、2007年 - 2013年）
- 怪答紳士（日本テレビ、2007年2月10日）MC
- 世界おもしろ法律旅行（NHK総合、2007年5月5日）
- BBQ おバカ撲滅クイズ（日本テレビ、2007年12月29日）MC
- これこそ!わが町 元気魂（NHK総合、2008年1月2日）MC
- ハリコミらいおん!!（日本テレビ、2008年2月9日）MC
- 脳テレ〜あたまの取扱説明書（トリセツ）〜（仙台放送、2008年6月8日・2009年6月7日・2010年6月6日）MC
- FIFAクラブワールドカップハイライト（日本テレビ、2008年12月12日 - 13日）MC
- タカトシラベ（関西テレビ、2009年10月9日・2010年1月2日）MC
- 1億3000万人の知恵袋 キになるソボQの森（日本テレビ、2009年11月14日）MC
- タカトシのサバイバルマーケット〜体を張って競り落とせ〜（日本テレビ、2009年11月21日）MC
- 最先端お助けバラエティー 電脳タカトシ研究所（日本テレビ、2009年12月29日）MC
- 人気芸人と豪華女優がショート再現コント連発!キレてもいいですか?（日本テレビ、2010年1月16日）MC
- ごいす～（フジテレビ、2010年3月23日）MC
- キになる疑問解消TV 検索＠ベストアンサー 絶対!知りたがりに見てほしい雑学SP（日本テレビ、2010年4月1日）MC
- クイズ5×5!!（テレビ朝日、2010年12月29日）MC
- タカトシ☆ブラマヨの友達になりたい!!（TBS、2011年4月17日）
- タカトシの名言サプリ（TBS、2011年6月30日）MC
- タカアンドトシのおねだり牛肉宅配便（中京テレビ、2012年 - 2016年）MC
- 誰も見たことない!映像クイズ「アリス」（TBS、2012年4月10日）MC
- みんないらっしゃいTV（日本テレビ、2012年5月26日・9月17日）MC
- タカアンドトシの1年レストラン（北海道文化放送、2012年7月8日・2013年7月14日）MC
- タカトシのおちゃめチェーン〜地元じゃ負け知らずのご当地店舗〜（テレビ東京、2012年7月24日）
  - ザ・おちゃめハンター〜地方に残る愛すべき(秘)スポット達〜（テレビ東京、2012年10月4日）MC
- ついに解禁!超体感アトラクションDEKITA!（TBS、2012年10月7日）MC
- 超!真実決定トーナメント（日本テレビ、2012年11月10日、2013年4月1日）MC
- タカトシのクイズ!サバイバル（日本テレビ、2012年12月26日・2013年3月28日）MC
- タカトシの日本ゆるツボスポット（テレビ東京、2013年1月3日）MC[34]
- 涙と笑いの瞬間バラエティー 一枚の写真（九州朝日放送、2013年2月10日）MC
- タカトシの上がり目下がり目（TBS、2013年3月25日）
- 石坂浩二&タカトシのこんな人は危ない!（TBS、2013年7月3日）MC
- タカアンドトシの熱演!どっきりランド（朝日放送、2013年9月28日）MC
- タカアンドトシと茂木健一郎のもしものどっきりで脳みそをダマしちゃうぞSP（テレビ朝日、2013年11月24日）
- ワラチャン! U-20お笑い日本一決定戦（日本テレビ、2013年12月11日）MC
- タカトシ最強論（関西テレビ、2014年1月2日）MC
- 超豪華!一夜限り!!バラエティ司会者芸人 夢の共演スペシャル!!（2014年2月1日、テレビ朝日）
- 魂の文化系TV（TBS、2014年6月21日）MC
- タカトシ交換調査（関西テレビ、2014年12月28日）
- 最強文化系コロシアム 天下一文道会（TBS、2015年6月17日）MC
- 世界の年収400マン（中京テレビ、2015年 - 2018年）MC
- まじで☆マヂカ（日本テレビ、2015年10月6日）MC
- リズムネタAゴーゴー（TBS、2015年11月21日）MC
- 消費者観察バラエティー 気になるお客サマ（日本テレビ、2015年12月13日・2016年8月5日・12月21日・2017年8月14日・2018年10月18日）MC
- 帰れま10（テレビ朝日、2016年4月6日 - 2018年2月26日）MC
- SASUKE（TBS、2016年7月3日・2017年3月26日・10月8日）MC
- THE ニッポン観光!（静岡第一テレビ・日本テレビ系列、2016年7月23日・2017年4月22日）MC
- これが私の母ちゃんです!（テレビ東京、2016年7月25日・8月1日・8月8日）MC
- 世界で働くお父さん（テレビ東京、2017年5月7日）MC
- サンバリュ（日本テレビ）
  - フルって発掘No.1（2017年11月12日）MC
- ニチファミ!（フジテレビ）
  - 仰天!!知られざる日本のスゴイ掃除100連発 徹底追跡!アレこうやって掃除してたんだ!?（2018年5月27日）MC
- ますおかタカトシこじるりのベタな旅人トラベラー（北海道放送・TBS系、2018年8月4日・2019年7月27日）
- タカアンドトシの150の新発見（北海道放送、2018年12月22日）
- 外国人バイト図鑑（フジテレビ、2018年12月25日）MC[35]
- 爆笑そっくりものまね紅白歌合戦スペシャル（フジテレビ、2007年9月25日 - 2012年9月21日）
- みんなで道フェス!2019～どさんこの夢 応援するべさ～（NHK札幌放送局、北海道放送、札幌テレビ放送、北海道テレビ放送、北海道文化放送、テレビ北海道、2019年2月23日）MC[7]
- 親子の絆のぞき見バラエティ! イマドキ家族（テレビ東京、2019年7月5日）MC
- タカトシまさのりが覗くおじさんの社会科見学（北海道放送、2021年8月21日）
- 食べて、笑って、驚いて タカアンドトシin静岡on〜!おもてなしツアー（静岡放送、2021年10月17日）[36]
- 突然ルール旅（フジテレビ、2022年5月14日）MC
- みんー1グランプリ（北海道放送、2022年8月7日）MC
- 奇跡のごはんドラマ〜感動秘話ごといただきます〜（福島中央テレビ、2022年8月21日）MC
- 日曜ビッグバラエティ（テレビ東京）
  - うまい魚獲って秒で寿司!寿司職人100人が秋に食べてほしいBEST10（2022年9月25日）-　MC[37]
- ハイスクールマンザイ（BSよしもと、2022年12月31日・2024年10月6日）- MC
- タカアンドトシの新春!秒で里帰り（テレビ東京、2023年1月1日）MC[38]
- タカアンドトシの北海道全力絶景（北海道文化放送、2023年1月15日）
- 地元じゃ負け知らず（毎日放送、2023年3月29日）- MC[39]
- タカトシ・遠藤・ライオンのゴルフ王は俺だ!俺だ!!俺だ!!!（BSよしもと、2023年12月30日）[40]

### ラジオ
- タカ&トシの下克上ラジオ → タカアンドトシのBURIBURIラジオ（HBCラジオ）
- タカ&トシの週刊金坊主（三角山放送局）
- タカアンドトシのケチャケチャラジオ（2006年10月3日 - 2008年9月23日、TBSラジオ）
- タカアンドトシのお時間いただきます（2021年3月31日 - 2025年3月26日、NHKラジオ第1放送）

### ネット番組
- もし相方がいなくなったら〜タカオアトシ〜（AbemaTV、2016年10月6日 - 2017年3月29日）
- タカトシのバラエティだろ〜が!!（AbemaTV、2017年4月12日 - 2018年1月24日）

### ドラマ
- 現代に甦った闇の死置人 あなたの怨み晴らします（日本テレビ、2007年1月16日）
- 24時間あたためますか?〜疾風怒涛コンビニ伝〜（日本テレビ、2008年3月15日）トシ・及川正紀 役、タカ・チンピラの鬼頭 役
- 金曜プレミアム 潔癖クンの殺人ファイル2（フジテレビ、2015年6月19日）本人 役
- がんばれ!TEAM NACS Ep.5（WOWOW、2021年7月11日）- 本人（新メンバーオーディション参加者） 役

### 映画
- 20世紀少年第1章（2008年）敷島ゼミの学生 役
- アーサーとミニモイの不思議な国 日本語吹き替え版声優
- きかんしゃトーマス 勇者とソドー島の怪物 日本吹き替え版声優

### 舞台
- 朗読劇「『芸人交換日記』〜リーディングシアター〜」（2013年2月9日、草月ホール）
- スーパー銭湯LIVE「ユーラン・ルージュ～笑いの源泉かけ流し！～」（2022年6月3日・4日〈予定〉、よみうりホール）- トシのみ[41]

### CM
- ニチイ（ｅラーニング）
- NTTドコモ
- 北海タイムス
- 札幌テクノパーク専門学校
- ミスタードーナツ（相武紗季と共演）
- 富士通ゼネラル ホットマン（猿の声）
- 学校法人大原学園（日本テレビ「ズームイン!!SUPER」内のインフォマーシャルCM、関東ローカル）
- アサヒ飲料 ワンダ・モーニングショット（仲間由紀恵と共演）
- 東洋水産 マルちゃんやきそば弁当・激めんワンタンメン（北海道ローカル）、昔ながらのソース焼そば（全国）、焼そばバゴォーン（東北・信越のみ）
- 小学館 週刊少年サンデー
- 宝仙堂 強精系サプリメント飲料・凄十
- エイチ・アイ・エス
- 鈴木商会（北海道ローカル）
- 健栄製薬手ピカジェル
- 2007秋葉原 夏の電気街まつり
- 北海道選挙管理委員会（第21回参議院議員通常選挙・選挙もりあげ隊）
- サッポロビール（北海道ローカル）
- セブンイレブン（関東ローカル）
- 懸賞パズル パクロス
- 北海道銀行 ラピッド スマホ編(北海道ローカル)
- アプリゲーム『Fight League（ファイトリーグ）』（2017年6月、ミクシィ・XFLAG スタジオ）[42][43]– タッグプレイ・タカアンドトシ編
- ボス 『関が原篇』足軽、『忠臣蔵篇』吉良家の奉公人。
- セイコーマート（北海道ローカル）

### 音楽
- 私たちの道 - One Hokkaido Project（参加作品、WESS RECORDS、デジタル配信2019年2月20日、CDシングル2019年3月6日）

### MV
- 私たちの道 - One Hokkaido Project[44]

## DVD
- 「タカアンドトシ20年目の単独ライブ～2020年東京五輪の正式種目に漫才を!～」（2015年2月18日）
結成20年目の節目である2014年11月2日・3日に行われた単独ライブの模様を収録。
- 「タカアンドトシ単独ライブ in 日本青年館 勝手にM-1グランプリ」（2009年9月9日）
2009年5月2日・3日に行われた、M-1グランプリをパロディした単独ライブの模様を収録（DVDは5月3日分）。決勝へ進出した架空の漫才コンビ（「タカアンドトシ」も含む）8＋1組を全てタカアンドトシが演じ分けている。司会は今田耕二に代わりあべこうじが担当し、タカ・トシそれぞれの両親が採点しているという設定。またネタだけでなく、オートバックスのCMパロディや、敗者復活戦の架空レポートなども含まれている。なお、この5月3日分公演については当日WOWOWで生中継された[45]。
- 「タカアンドトシ新作単独ライブ タカトシ寄席 欧米ツアー2006」（2006年10月25日）
2006年6月に6都市（6月3日：札幌、4日：広島、10日：福岡、11日：名古屋、24日：大阪、25日東京）で行われた単独ライブツアーの模様を収録（DVDは6月25日東京ファイナル公演分）。最終的によしもとのDVDでは史上最高の10万枚以上のセールスを記録した。
- 「新宿南口連続殺人事件」
- 「月刊DVDよしもと本物流」Vol. 8（2006年2月号青版）
- 「M-1グランプリ2004」
- 「M-1グランプリへの道 起の1」
- 「M-1グランプリへの道 転の2」
- 「漫服」
- 「新宿南口連続殺人事件」
- 「タカトシ・くりぃむのペケ×ポン」
- 「爆笑オンエアバトル タカアンドトシ」（2009年3月31日）
- 「少年タカトシ」（2009年11月18日）
- 「フットンダ タカアンドトシが選ぶゴールドモジりベスト10」（2009年12月23日）
- 「フットンダ タカアンドトシが選ぶゴールドモジりベスト10 第2弾」（2010年9月22日）

## 著書
- +メガネ 01（キッズレーベル、2006年11月）
- タカアンドトシ 本音か!!（ワニブックス、2007年8月9日）

## 単独ライブ
- 2000年
  - 11月2日 - 「短パンアレルギー」（電車通り8丁目スタジオ/北海道）
- 2002年
  - 9月13日 - 「博士とレスラー」（シアターD/東京）
  - 11月28日 - 「赤鬼と牛」（シアターD/東京）
- 2003年
  - 1月26日 - 「チャゴリ」（シアターD/東京）
  - 3月20日 - 「稲童丸」（シアターD/東京）
  - 5月20日 - 「女子プロレス」（新宿シアターモリエール/東京）
  - 8月18日 - 「サブタイトル未定」（新宿シアターモリエール/東京）
- 2004年
  - 3月9日 - 「ひよこふぁ〜」（新宿シアターモリエール/東京）
- 2005年
  - 3月5日 - 「ゴリラのじゅうたん」（ルミネtheよしもと/東京）
  - 8月13日 - 「ペガサス幻想」（ルミネtheよしもと/東京）
- 2006年
  - 6月3日 - 新作単独ライブ タカトシ寄席「欧米ツアー2006 〜つゆなのに、やる。〜」（五番館赤れんがホール/北海道）
  - 6月4日 - 新作単独ライブ タカトシ寄席「欧米ツアー2006 〜つゆなのに、やる。〜」（よしもと紙屋町劇場/広島）
  - 6月10日 - 新作単独ライブ タカトシ寄席「欧米ツアー2006 〜つゆなのに、やる。〜」（ラフォーレミュージアム小倉/福岡）
  - 6月11日 - 新作単独ライブ タカトシ寄席「欧米ツアー2006 〜つゆなのに、やる。〜」（ASUNAL HALL/愛知）
  - 6月24日 - 新作単独ライブ タカトシ寄席「欧米ツアー2006 〜つゆなのに、やる。〜」（baseよしもと/大阪）
  - 6月25日 - 新作単独ライブ タカトシ寄席「欧米ツアー2006 〜つゆなのに、やる。〜」（ルミネtheよしもと/東京）
- 2009年
  - 2月7日 - 「タカアンドトシ漫才セレクション 1995〜2008」（ルミネtheよしもと/東京）タカの怪我により延期となった2008年12月13日公演の振替公演
  - 5月2日 - 3日 - 「タカトシの勝手に!M-1グランプリ」（日本青年館/東京）

## 主催ライブ
芸人として売れっ子になってもなお、新ネタを作りつつライブにかけることに強いこだわりを持つ。2012年から、新ネタを下ろす機会がすっかり減ってしまった芸人たちによる新ネタオンリーライブを主催している。